# あらかわ家
あらかわ家（あらかわや）は、2019年に結成された日本の音楽グループ。
4姉1弟 + 父（パパ）という実の家族で構成されたグループであり、それぞれがソロ・アーティストとして活動しながらグループでも活動を行っている。「日本のジャクソン5」を自称している。

## 来歴
2019年にAbemaTV にて音楽一家ドキュメンタリー番組「アラハウス」を3か月間にわたり放送し、その後「あらかわ家」としての初楽曲「DRAMA」をワーナーミュージック・ジャパンよりリリース。2021年より全国ツアーをホール＆ライブハウス両者で開催。YouTubeコンテンツ、生配信も精力的に行っている。

## メンバー
末っ子長男 - Kouichi Arakawa/荒川孝一 （あらかわ こういち）
清水翔太が2021年に公募した楽曲コラボレーションの座を勝ち取り、「Lazy (feat.ASOBOiSM/ Kouichi Arakawa)」として最新アルバム「HOPE」とアルバムツアーに参加。夢宇子と共にR&B ユニット「SUNBLAST」のボーカルとして、また近年ソロでも活動中。
4女 - あおい12さい/ 女優・あらかわわこ
女優としても活動し、映画「いぬやしき」、NHK連続テレビ小説「なつぞら」に出演。
2022年に、冨田ラボとも楽曲を制作するぷにぷに電機とのコラボ曲「ミナミノシマ（架空）」をリリース。あおい12さいとして、あらかわ家、あらかわ家各アーティストのMusicVideoを監督、編集をおこなう。
3女 - 夢宇子（ゆうこ）
末っ子長男Kouichi と共にR&Bユニット「SUN BLAST」のボーカルとして活動中。EDISONがその実力を認める歌唱力で、あらかわ家と個々のアーティスト全員のコーラスアレンジも手掛ける。
次女 - Ko-Ko（こうこ）
HIP HOP グループ「S.L.B」、ネオブルースバンド「SLACK DOWN」のボーカルとして、また近年ではソロアーティストとしても活動中。
ファッションブランド「KANGOL」やファッション雑誌「NYLON」のモデルとしての経験も持つ。
長女 - 音々 （ねね）
オルタナティヴ・ロックバンド「THE ROARatUS」のボーカル。星野源、大森靖子、くるり、細野晴臣、小野リサなどを手掛けるエンジニアの原真人がミキシング・マスタリングした、1stアルバム「Middle」を2022年リリース。
SNSを駆使した営業で大手に挑み結果を出すスタイルが話題になり、冠番組、メディア出演、メジャーリリースを勝ち取る「あらかわ家」の仕掛人。
パパ - パパ荒川
メジャー・デビューを目指し愛知県から上京。7 人家族の長として生活を支えながら音楽活動を続け、50歳にしてキングレコードより「こどもたちへ」でメジャー・デビューを果たす。
「NHK歌謡コンサート」、「情報プレゼンター とくダネ!」等にも出演。